# Peter J. Parsons
Peter John Parsons, gewöhnlich abgekürzt: Peter J. Parsons FBA (* 24. September 1936 in Surbiton; † 16. November 2022 in Oxford) war ein britischer Gräzist, Papyrologe und Regius Professor of Greek der University of Oxford.

## Leben und Forschungen
Parsons studierte Klassische Philologie (Literae humaniores) in Christ Church, Oxford, und hatte später ebendort die Stelle eines University Lecturer in Papyrologie inne. Zudem war er über Jahrzehnte Herausgeber und Leiter der Oxyrhynchus Papyri, eines langfristigen Forschungsprojekts des British Academy. In Nachfolge von Hugh Lloyd-Jones war er von 1989 bis 2003 Regius Professor of Greek der Universität Oxford. Für 2019 wurde Parsons die Kenyon Medal for Classical Studies der British Academy zugesprochen.
Parsons hat zahlreiche Papyrus-Editionen sowie Artikel und Miszellen zu einzelnen Papyri, dokumentarischen wie literarischen, insbesondere, jedoch bei weitem nicht ausschließlich zu solchen aus Oxyrhynchos, veröffentlicht. Herauszuheben sind seine Beiträge zur Edition und Kommentierung der Aitia des Kallimachos und der platäischen Elegien des Simonides von Keos. Gemeinsam mit Hugh Lloyd-Jones hat er 1983 im Supplementum Hellenisticum, einem Standardwerk, die großenteils auf Papyri überlieferten Fragmente der hellenistischen Dichtung versammelt und herausgegeben. An der Fortschreibung des Werks im Supplementum Supplementi Hellenistici konnte er nicht mitwirken, da er anderweitig gebunden war, so dass es von Lloyd-Jones allein herausgegeben wurde. Eine populärwissenschaftliche Summe seines Wissens hat er in seinem Buch über die Stadt Oxyrhynchos zugänglich gemacht.
1990 wurde er zum ordentlichen Mitglied der Academia Europaea gewählt.
Er starb am 16. November 2022 im Alter von 86 Jahren in Oxford.

## Schriften (Auswahl)
- Supplementum Hellenisticum. Ediderunt Hugh Lloyd-Jones et Peter J. Parsons. Indices confecit Heinz-Günther Nesselrath. Walter de Gruyter, Berlin/New York, 1983, ISBN 3-11-008171-7 (Texte und Kommentare, 11. Auszug bei Google Bücher).
- Eric Gardner Turner: Greek manuscripts of the ancient world. Second edition revised and enlarged. Edited by P. J. Parsons. University of London, Institute of Classical Studies, 1987 (Bulletin of the Institute of Classical Studies, 46), ISBN 0-900587-48-2.
- Emanuel Tov: Discoveries in the Judaean Desert, VIII: The Greek Minor Prophets Scroll from Nahal Hever (8HevXIIgr) (The Seiyâl Collection, I). With the collaboration of R. A. Kraft and a contribution by P. J. Parsons. Clarendon Press, Oxford, 1990. Inhaltsverzeichnis
- Alan K. Bowman, Revel A. Coles, Nikolaos Gonis, Dirk Obbink, Peter John Parsons (Hgg.): Oxyrhynchus. A City and Its Texts. Egypt Exploration Society, London, 2007 (Graeco-Roman memoirs Bd. 93), ISBN 978-0-85698-177-7. papyrology.blogspot.com: Inhaltsverzeichnis
- City of the sharp-nosed fish. Greek Lives in Roman Egypt. George Weidenfeld & Nicholson, London, 2007, ISBN 978-0-297-64588-7.
  - Deutsche Übersetzung: Die Stadt des Scharfnasenfisches. Alltagsleben im antiken Ägypten. Aus dem Englischen von Yvonne Badal. Bertelsmann, München, 2009, ISBN 978-3-570-00459-3.
  - Französische Übersetzung: La cité du poisson au nez pointu. Les trésors d'une ville gréco-romaine au bord du Nil. Traduit de l'anglais par André Zavriew. Lattès, Paris, 2009, ISBN 978-2-7096-2155-7.